# Garypidae
Garypidae es una familia de arácnidos perteneciente al orden Pseudoscorpionida en la superfamilia Garypoidea. Se distribuyen por todo el mundo excepto la Antártida.

## Taxonomía
Se reconocen los siguientes géneros:
- Ammogarypus Beier, 1962
- Anagarypus Chamberlin, 1930
- Elattogarypus Beier, 1964
- Eremogarypus Beier, 1955
- Garypus L. Koch, 1873
- Meiogarypus Beier, 1955
- Neogarypus Vachon, 1937
- Paragarypus Vachon, 1937
- Synsphyronus Chamberlin, 1930
- Thaumastogarypus Beier, 1947